# Montiers
Montiers é uma comuna francesa na região administrativa de Altos da França, no departamento de Oise. Estende-se por uma área de 7,89 km². Em 2010 a comuna tinha 431 habitantes (densidade: 54,6 hab./km²).